# 歐弗蘭 (內布拉斯加州)
歐弗蘭（英語：Overland）是位於美國內布拉斯加州漢密爾頓縣的普查規定居民點。

## 人口
根據2020年美國人口普查的數據，歐弗蘭的面積為3.41平方千米，當中陸地面積為2.32平方千米，而水域面積為1.09平方千米。當地共有人口202人，而人口密度為每平方千米59.24人。